# Ontologické inženýrství

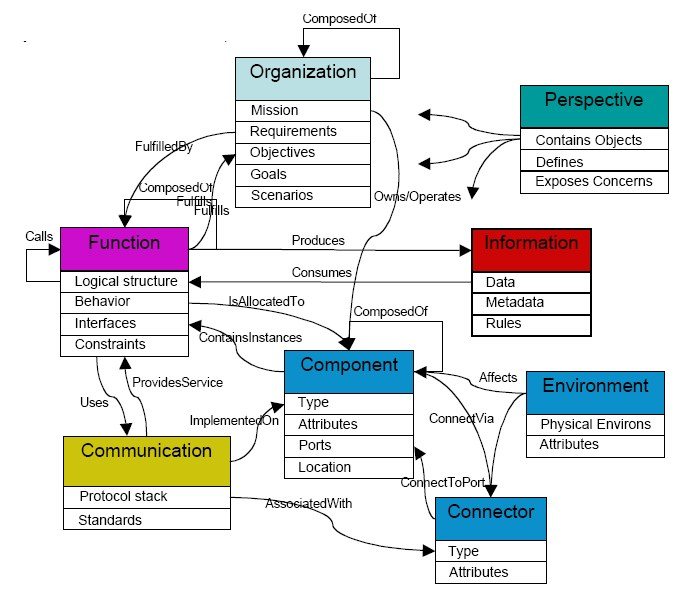
Příklad zkonstruované ontologie nejvyšší úrovně MBED založené na nominální množině pohledů.

Ontologické inženýrství je odvětví informatiky, informační vědy a systémového inženýrství, které se zabývá metodami a metodikami tvorby ontologií, jež zahrnují reprezentaci, formální pojmenování a definici kategorií, vlastností a vztahů mezi pojmy, daty a entitami dané zájmové oblasti. V širším smyslu tento obor zahrnuje také konstrukci znalostí dané domény pomocí formálních ontologických reprezentací, jako je například OWL/RDF. Příkladem ontologického inženýrství by byla rozsáhlá reprezentace abstraktních pojmů, jako jsou akce, čas, fyzické objekty a přesvědčení. Ontologické inženýrství je jednou z oblastí aplikované ontologie a lze jej považovat za aplikaci filozofické ontologie. Základní myšlenky a cíle ontologického inženýrství jsou ústřední také v konceptuálním modelování.
Line Pouchard, Nenad Ivezic a Craig Schlenoff ve svém příspěvku „Ontology Engineering for Distributed Collaboration in Manufacturing“ na konferenci AIS2000 uvádějí:
Cílem ontologického inženýrství je explicitně vyjádřit znalosti obsažené v softwarových aplikacích, podnicích a obchodních postupech pro určitou doménu. Ontologické inženýrství nabízí směr k řešení problémů s interoperabilitou, které přinášejí sémantické překážky, tj. překážky související s definicemi obchodních pojmů a softwarových tříd. Ontologické inženýrství je soubor úkolů souvisejících s vývojem ontologií pro určitou doménu.

Automatizované zpracování informací, které nelze interpretovat softwarovými agenty, lze zlepšit doplněním bohaté sémantiky k jednotlivým prostředkům, např. video souborům. Jedním z přístupů k formální konceptualizaci reprezentovaných znalostních domén je použití strojově interpretovatelných ontologií, které poskytují strukturovaná data v jazycích RDF, RDFS a OWL nebo v jazycích na nich založených. Ontologické inženýrství se zabývá návrhem a vytvářením takových ontologií, které mohou obsahovat více než pouze seznam termínů (řízený slovník); obsahují terminologické, aserční a relační axiomy pro definování konceptů (tříd), jednotlivců a rolí (vlastností) (TBox, ABox, resp. RBox). Ontologické inženýrství je relativně novou oblastí studia zabývající se procesem vývoje ontologií, životním cyklem ontologií, metodami a metodologiemi vytváření ontologií, a sadami nástrojů a jazyků, které je podporují.
Běžným způsobem, jak zajistit logický základ ontologií, je formalizovat axiomy pomocí logiky popisu a pak je převést do nějaké serializace RDF, např. RDF/XML nebo Turtle. Kromě popisu logických axiomů mohou ontologie obsahovat také pravidla SWRL. Definice pojmů lze mapovat na libovolný druh prostředků nebo segmentu prostředků v RDF, jako jsou obrázky, videa a oblasti zájmu, a anotovat tak například objekty nebo osoby, a propojovat je s příslušnými prostředky pomocí znalostní báze, ontologií a LOD datových souborů. Tyto informace vycházející z lidských zkušeností a znalostí, jsou cenné pro reasonery pro automatizovanou interpretaci komplikovaného a nejednoznačného obsahu, jako je vizuální obsah multimediálních záznamů. K oblastem použití vyvozování založeného na ontologiích patří mj. získávání informací, automatizovaná interpretace scén nebo dobývání znalostí z databází.

## Ontologické jazyky
Ontologické jazyky jsou formální jazyky používané pro kódování ontologie. Existuje několik takových jazyků pro ontologie, proprietárních i založených na standardech:
- Common logic je ISO norma 24707, specifikace pro rodinu ontologických jazyků, které lze přesně překládat mezi sebou
- Cyc projekt má vlastní ontologický jazyk nazývaný CycL, založený na predikátové logice prvního řádu s určitými rozšířeními vyšších řádů
- Jazyk Gellish obsahuje pravidla pro vlastní rozšiřování a tedy integruje ontologii s ontologickým jazykem
- IDEF5 je metoda softwarového inženýrství pro vývoj a údržbu použitelných přesných doménových ontologií
- Knowledge Interchange Format (KIF) je syntaxe pro predikátovou logiku prvního řádu, která je založena na S-výrazech
- Rule Interchange Format (RIF), F-Logic a jeho následník ObjectLogic kombinují ontologie a pravidla
- Web Ontology Language (OWL) je jazyk pro vytváření ontologických tvrzení vyvinutý jako následník RDF a RDFS a dřívějších projektů ontologických jazyků včetně OIL, DARPA Agent Markup Language (DAML) a DAML+OIL; OWL je navrženo pro použití na World Wide Web a všechny jeho prvky (třídy, vlastnosti a individua) jsou definovány jako RDF webové prostředky a identifikovány pomocí URI
- OntoUML je dobře-založený jazyk pro popis referenčních ontologií
- SHACL (RDF SHapes Constraints Language) je jazyk pro popis struktury RDF dat. Lze jej používat spolu s RDFS a OWL nebo nezávisle na nich
- XBRL (Extensible Business Reporting Language) je syntaxe pro vyjádření obchodní sémantiky

## Ontologické inženýrství v biologických vědách
V biologických vědách se ontologie používají pro dává smysl jejich pokusy. Aby bylo možné vyvozovat správné závěry z pokusů, musí být ontologie optimálně strukturované podle znalostní báze, kterou reprezentují. Strukturu ontologie je třeba podle potřeby měnit, aby byla přesnou reprezentací základní domény.
Okolo roku 2010 byly představena automatizovaná metoda pro inženýrství ontologií v biologických vědách např. Gene Ontology (GO), jedna z neúspěšnějších a nejpoužívanějších biomedicínských ontologií, která na základě teorie informace restrukturalizuje ontologie tak, aby jednotlivé úrovně reprezentovaly požadovanou specifičnost pojmů. Podobné informačně-teoretické přístupy byly také použity pro optimální členění Gene Ontology. Díky matematické povaze těchto inženýrských algoritmů lze tyto optimalizace automatizovat pro získání principiální a škálovatelné architektury pro restrukturalizaci ontologií, jako je GO.
Open Biomedical Ontologies (OBO), iniciativa amerického národního centra pro biomedicínské ontologie z roku 2006 poskytuje společný základ pro další ontologické iniciativy, mezi které patří např.:
- Generic Model Organism Project (GMOD)
- Gene Ontology Consortium
- Sequence Ontology
- Ontology Lookup Service
- The Plant Ontology Consortium
- Standardy a ontologie pro Functional Genomics

## Metodologie a nástroje pro ontologické inženýrství
- DOGMA
- KAON
- OntoClean
- HOZO
- Protégé (software)
- Velké jazykové modely[12]